# Leandra xanthocoma
Leandra xanthocoma là một loài thực vật có hoa trong họ Mua. Loài này được (Naudin) Cogn. mô tả khoa học đầu tiên.